# Oreovac (gmina Bela Palanka)
Oreovac (cyr. Ореовац) – wieś w Serbii, w okręgu pirockim, w gminie Bela Palanka. W 2011 roku liczyła 27 mieszkańców.